# Ühtri
Ühtri − wieś w północno-zachodniej części Estonii, położona na wyspie Hiuma. Administracyjnie przynależy do gminy Käina, znajdującej się w prowincji Hiuma. Miejscowość oddalona jest około 10 kilometrów od wyspy Kassari. Populacja wsi wynosi 44 osoby.
Ühtri w 1797 roku było folwarkiem podległym wsi Aadma. W Ühtri znajduje się szkoła, założona 23 listopada 1865 roku. Z Ühtri pochodzi Ülo Sooster, estoński artysta malarz.